# الوحدة الاقتصادية
في علم المحاسبة، يشير مصطلح الوحدة الاقتصادية إلى واحد من الافتراضات التي تمت صياغتها في المبادئ المحاسبية المتعارف عليها والمقبولة عموما. وفي الأساس، من الممكن أن تمثل أي منظمة أو وحدة في المجتمع وحدة اقتصادية.
ومن أمثلة الوحدات الاقتصادية المستشفيات والشركات والبلديات والوكالات الاتحادية.
يرى «افتراض الوحدة الاقتصادية المستقلة» أنه يجب الإبقاء على أنشطة الوحدة منعزلة عن أنشطة مالكها وعن جميع الوحدات الاقتصادية الأخرى.
وتتم محاسبة الأعمال التجارية بشكل منفصل عن وحدات الأعمال التجارية الأخرى بما في ذلك مالكها. ويرجع السبب في ذلك إلى أن فصل المعلومات الخاصة بكل عمل تجاري يعد أمرًا ضروريًا من أجل اتخاذ قرارات جيدة. وبذلك، فإن الوحدة الاقتصادية عبارة عن أي منظمة أو وحدة في المجتمع.